# Batu Belanak
Batu Belanak is een bestuurslaag in het regentschap Natuna van de provincie Riouwarchipel, Indonesië. Batu Belanak telt 494 inwoners (volkstelling 2010).